# Battaglia di Crimea (1944)
La battaglia di Crimea del 1944 fu l'insieme dei combattimenti, continuati per circa un mese nella primavera 1944, tra l'Armata Rossa sovietica e le truppe della Wehrmacht tedesca e dell'esercito romeno bloccate nella penisola di Crimea,  durante la seconda guerra mondiale sul Fronte orientale.
Occupata dai tedeschi dopo una strenua difesa sovietica prolungatasi per quasi un anno nel 1941-1942, la Crimea, area geografica di grande importanza strategica, propagandistica e politica, rimase occupata da una numerosa armata tedesco-romena fino alla primavera del 1944 quando la guarnigione, ormai indebolita e isolata rispetto al resto del fronte tedesco, venne attaccata dall'8 aprile 1944 da tre direzioni dalle forze sovietiche molto superiori numericamente, concentrate da Stalin per riconquistare finalmente la penisola. Nonostante le difficoltà tattiche causate dalle caratteristiche geografiche della Crimea e dalle solide fortificazioni apprestate dai tedeschi, le armate sovietiche riuscirono a fare irruzione e liberarono rapidamente gran parte della penisola.
I soldati dell'Armata Rossa attaccarono subito dopo la grande base navale di Sebastopoli dove si erano asserragliati i soldati tedesco-romeni superstiti; dopo aspri combattimenti, i sovietici liberarono Sebastopoli e la restante parte della Crimea entro il 12 maggio 1944; la guarnigione tedesco-romena venne in gran parte distrutta o catturata; solo una minoranza riuscì a salvarsi attraverso una drammatica evacuazione via mare.
La battaglia di Crimea del 1944 si concluse quindi con la completa rivincita della Armata Rossa dopo la tragica sconfitta del 1941-1942; i sovietici in tempi molto rapidi liberarono l'intera penisola e inflissero una pesante disfatta all'esercito tedesco-romeno con conseguenze militari e politiche importanti per l'esito della guerra sul Fronte orientale.

## Storia

### Conquista e occupazione tedesca della Crimea
La rapida conquista della penisola di Crimea era stato uno degli obiettivi più importanti assegnati al Gruppo d'armate Sud del feldmaresciallo Gerd von Rundstedt fin dall'inizio dell'operazione Barbarossa nell'estate 1941; secondo i piani di Adolf Hitler l'occupazione della Crimea avrebbe permesso alla Wehrmacht tedesca di dominare le acqua del Mar Nero e assicurare, grazie alle basi aeree e navali rese disponibili, la superiorità aeronavale nella regione, proteggendo anche da possibili minacce aeree i territori degli alleati balcanici della Germania nazista. Inoltre in futuro dalla Crimea le truppe tedesche sarebbero potute passare nel Kuban' per partecipare all'attacco al Caucaso.
Il generale Erich von Manstein, comandante della 11. Armee, ricevette la missione di conquistare la Crimea e inizialmente, nel settembre 1941, ottenne notevoli successi, irrompendo nella penisola e respingendo le forze sovietiche dentro la grande base navale di Sebastopoli che venne assediata dai tedeschi. La situazione dei tedeschi in Crimea peggiorò nell'inverno 1941; i sovietici lanciarono una serie di controffensive, riuscirono a rientrare nella penisola di Kerč', nell'estremità orientale della Crimea, e costrinsero il generale von Manstein a passare sulla difensiva, rinunciando a continuare l'assedio di Sebastopoli. nella primavera 1942 la situazione in Crimea volse definitivamente in favore della Wehrmacht; il generale von Manstein prima distrusse le forze sovietiche presenti nella penisola di Kerč', quindi riprese l'attacco a Sebastopoli riuscendo, dopo combattimenti prolungati e sanguinosi, a conquistare la base navale entro il 4 luglio 1942, completando la totale conquista della penisola. Stalin e lo Stavka dovettero abbandonare la Crimea ma, per sostenere il morale della popolazione dopo la sconfitta, trasformarono la coraggiosa difesa dei soldati sovietici a Sebastopoli in una epopea eroica.

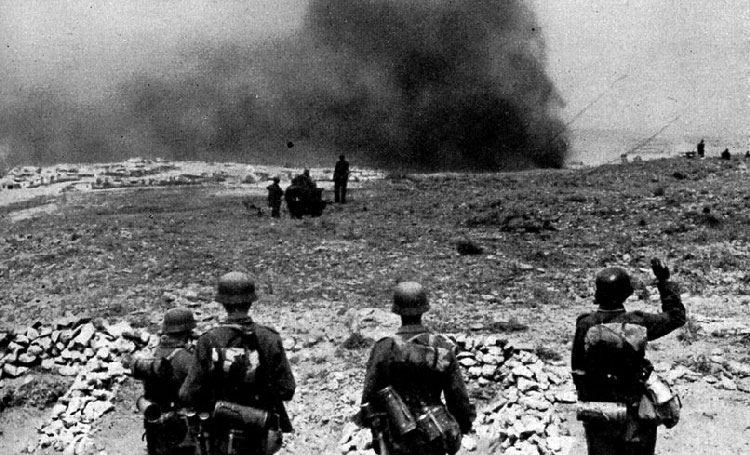
Le truppe tedesche in vista della baia di Sebastopoli nel giugno 1942.

Nell'estate 1942 la Wehrmacht diede inizio alla grande invasione del Caucaso e una parte della 11. Armee attraversò lo Stretto di Kerč' e partecipò all'occupazione del Kuban' e alla marcia lungo la costa orientale del Mar Nero. La catastrofe di Stalingrado segnò una svolta per tutta la guerra sul Fronte orientale e le truppe tedesche avventuratesi nel Caucaso dovettero ripiegare faticosamente nell'inverno 1942-1943 per evitare di essere tagliate fuori; Hitler tuttavia non intendeva cedere facilmente terreno e a gennaio 1943 ordinò alla 17. Armee, dipendente dal Gruppo d'armate A del feldmaresciallo Ewald von Kleist, di schierarsi a difesa della penisola di Taman'. Hitler in questo modo non solo manteneva un punto di appoggio da cui eventualmente ripartire alla conquista del Caucaso ma sbarrava la via per la penisola di Kerč', e quindi per la Crimea, ad una eventuale offensiva sovietica.
L'andamento sempre più disastroso della guerra all'est, costrinse Hitler e l'alto comando tedesco a rinunciare ad ogni progetto offensivo; nell'autunno 1943 l'offensiva sovietica sul basso Dnepr fece ripiegare il Gruppo d'armate Sud, comandato dal feldmaresciallo von Manstein, dietro il Dnepr e di conseguenza venne autorizzata anche l'evacuazione della penisola di Taman' e la ritirata in Crimea dell'intera 17. Armee. Secondo gli ordini del Fuhrer la penisola doveva essere difesa ad oltranza; per proteggere le vie di comunicazione a nord, attraverso l'istmo di Perekop, la 6. Armee avrebbe difeso la cosiddetta "linea Wotan" lungo il fiume Molochnaj. La ritirata dalla penisola di Taman' di oltre 220 000 soldati con 72 000 cavalli, 1800 cannoni e 21 000 mezzi motorizzati ("operazione Crimilde") venne portata a termine con successo e la 17. Armee al comando del generale Erwin Jaenecke prese posizione in Crimea.
Stalin e lo Stavka erano decisi a non dare tregua all'esercito tedesco; essi erano anche particolarmente interessati a rientrare al più presto in Crimea; i continui attacchi dell'Armata Rossa costrinsero nel novembre 1943 il feldmaresciallo von Kleist ad abbandonare la "linea Wotan" e ripiegare con la 6. Armee dietro il basso corso del Dnepr; in questo modo la 17. Armee si trovò completamente tagliata fuori per via di terra e i sovietici del 4º Fronte ucraino del generale Fëdor Tolbuchin arrivarono a nord dell'istmo di Perekop. Hitler tuttavia il 28 ottobre 1943 aveva proibito ogni ritirata della 17. Armee che quindi rimase in Crimea con tutte le sue forze. I primi attacchi sovietici del generale Tolbuchin a novembre e dicembre 1943 attraverso l'istmo di Perekop furono respinti dai tedeschi e anche un tentativo sovietico di entrare in Crimea attraverso la penisola di Kerč' non ottenne risultati decisivi: le truppe del generale Ivan Efimovič Petrov riuscirono a costituire una precaria testa di ponte vicino a Kerč' ma vennero bloccati dai contrattacchi tedeschi e rumeni.

### Situazione strategica nella primavera 1944

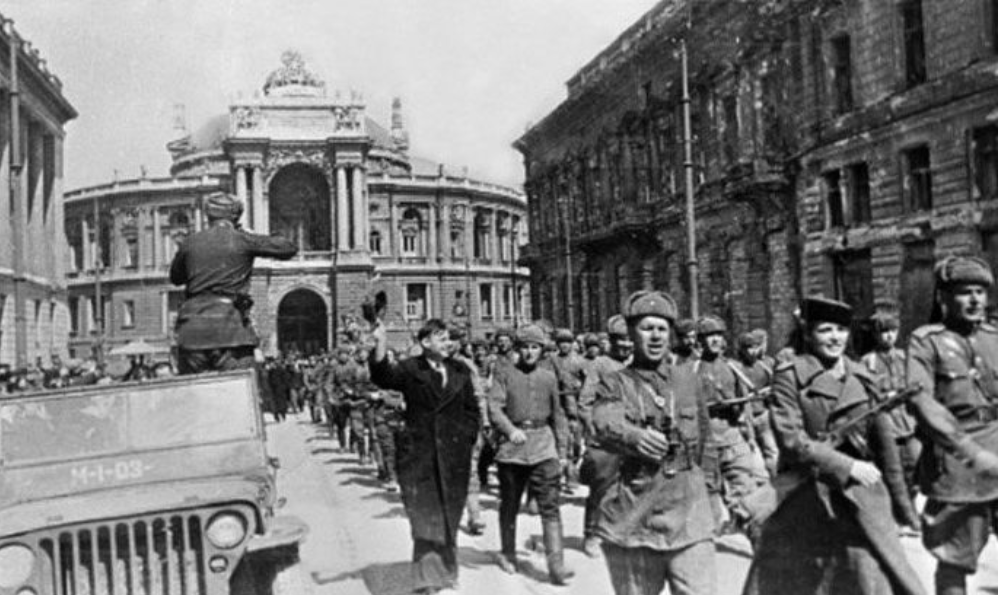
Le truppe sovietiche entrano a Odessa il 10 aprile 1944.

Adolf Hitler riteneva importantissimo continuare ad occupare la Crimea per ragioni strategiche e politiche; egli credeva che, rimanendo nella penisola, la Germania avrebbe consolidato l'alleanza con la Romania e la Bulgaria che avrebbero potuto defezionare in caso di dominio sovietico sul Mar Nero; anche la Turchia avrebbe potuto abbandonare la sua neutralità sostanzialmente ancora favorevole al Terzo Reich. Dal punto di vista militare, l'ammiraglio Karl Dönitz, comandante in capo della Kriegsmarine, concordava con Hitler e aveva dato assicurazione di essere in grado con le sue navi da guerra di supportare il costante e regolare rifornimento delle truppe tedesco-rumene in Crimea, per mezzo di navi da trasporto. Il sistema dei trasporti navali stava effettivamente funzionando regolarmente a partenza dai porti di Costanza e Odessa, ed era assistito anche dai trasporti speciali per via aerea dei giganteschi aerei Messerschmitt Me 323; 50 000 tonnellate di munizioni e rifornimenti venivano trasportati ogni mese nella penisola. Inoltre l'ammiraglio Dönitz aveva anche affermato di essere in grado, in caso di emergenza, di organizzare con successo l'evacuazione via mare della guarnigione tedesco-rumena in quaranta giorni. L'importanza della Crimea era ancora maggiore dal punto di vista della guerra aerea; se infatti i sovietici avessero potuto avere a disposizioni basi aeree nella penisola, Hitler riteneva che i pozzi di petrolio di Ploiești, essenziali per la macchina da guerra tedesca, sarebbero stati in pericolo. Per il momento la Luftwaffe aveva ancora il controllo della situazione; il 1º Corpo aereo (I.Fliegerkorps) del generale Paul Deichmann aveva il predominio sui cieli della regione e le sue squadriglie di cacciabombardieri Junkers Ju 87 Stuka, guidate dal colonnello Joachim-Albrecht Bauer, intimidivano le navi della Flotta del Mar Nero sovietica che quindi non sembrava in grado di interferire con le forze navali tedesche.
La situazione generale della Wehrmacht nel settore meridionale del Fronte orientale però continuava a peggiorare; nell'inverno 1943-1944 l'Armata Rossa diede inizio ad una nuova serie di grandi offensive con l'obiettivo di liberare l'intera Ucraina occidentale e meridionale, arrivando ai confini della Romania e dell'Ungheria. Il Gruppo d'armate Sud del feldmaresciallo von Manstein subì pesanti sconfitte e dovette battere in ritirata verso ovest; a febbraio 1944 i tedeschi dovettero anche evacuare la preziosa testa di ponte di Nikopol', l'ultima posizione tedesca a est del Dniepr che Hitler aveva ordinato di continuare a presidiare con l'obiettivo di utilizzarla in futuro come punto di partenza da cui contrattaccare verso sud, in direzione dell'accessi settentrionali alla Crimea, per sbloccare la 17. Armee.
Con la perdita di Nikopol' le truppe tedesco-rumene in Crimea subirono un notevole decadimento del morale; tra i soldati della 17. Armee,sempre più isolate e senza possibilità di sostegno dal fronte principale, si diffuse il pessimismo e la preoccupazione per un attacco nemico ritenuto sempre più vicino. Lo stato maggiore della 17. Armee del generale Jaenecke era consapevole della difficile situazione dell'armata e stava studiando una serie di piani di emergenza; ai primi di aprile 1944 era pronto il "piano Adler" che prevedeva la rapida ritirata, in sei-sette giorni, di tutte le truppe nella penisola direttamente a Sebastopoli.
Hitler al contrario continuava a manifestare ottimismo e fiducia; egli confermò gli ordini di difesa ad oltranza della Crimea e, anche dopo la caduta di Nikopol', escluse ogni ipotesi di evacuazione preventiva; il 30 marzo 1944 destituì il feldmaresciallo von Kleist e assegnò il comando del Gruppo d'armate A, ridenominato Gruppo d'armate Ucraina Sud, al generale Ferdinand Schörner, un ufficiale tenace e determinato, che ricevette il compito di rafforzare la difesa della Crimea e difendere la città di Odessa, da cui partivano le navi da trasporto per la penisola, per permettere di continuare il rifornimento della guarnigione tedesco-rumena.

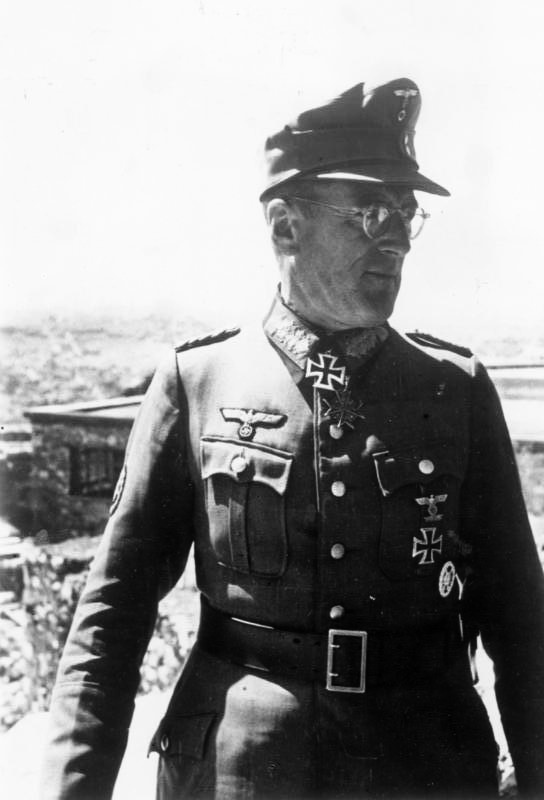
Il generale Ferdinand Schörner, comandante del Gruppo d'armate Ucraina Sud.

Stalin era impegnato costantemente a controllare e dirigere le grandi offensive delle sue armate lungo tutto il Fronte orientale; egli tuttavia diede sempre grande importanza alla liberazione del Caucaso prima, e poi alla liberazione della Crimea e di Sebastopoli che erano state difese con tanto valore dai sovietici nella prima fase della guerra. Nell'inverno 1944 il dittatore sovietico sollecitò quindi il generale Rodion Malinovskij, che comandava il 3º Fronte ucraino impegnato in Ucraina meridionale, ad affrettare la riconquista della testa di ponte di Nikopol', e avanzare rapidamente lungo la costa del Mar Nero per liberare i grandi porti di Cherson, Nikolaev e Odessa. La riconquista di Odessa avrebbe reso estremanente difficoltoso per i tedeschi il rifornimento via mare della 17. Armee in Crimea. Il generale Malinovskij raggiunse rapidamente gli obiettivi previsti dallo Stavka; dopo la caduta di Nikolaev il 28 marzo, le sue armate continuarono ad avanzare verso il Dniestr per isolare Odessa che venne attaccata da tre direzioni a partire dall'8 aprile 1944. Il mattino del 10 aprile la grande città venne completamente liberata, ma già da due giorni l'Armata Rossa aveva dato inizio alla grande offensiva finale per liberare la Crimea.
Nel mese di marzo 1944, il maresciallo Aleksandr Vasilevskij, capo di stato maggiore generale e attuale "rappresentante dello Stavka" per il fronte meridionale, il generale Tolbuchin, comandante del 4º Fronte ucraino, e il suo capo di stato maggiore, generale Sergej Birjuzov, erano stati richiamati a Mosca per un incontro decisivo direttamente con Stalin; nella capitale sovietica vennero definiti i dettagli dell'imminente offensiva in Crimea. Stalin ascoltò le spiegazioni dei suoi generali osservando un grande plastico a rilievo della penisola preparato per l'occasione con l'indicazione delle posizioni tedesche; egli venne informato sul piano di operazioni e sulle forze terrestri, aeree e navali che sarebbero state impiegate. Stalin alla fine diede la sua approvazione e decise che il maresciallo Vasilevskij avrebbe controllato le operazioni del generale Fëdor Tolbuchin a nord dell'istmo di Perekop e nella laguna del Sivaš, mentre il generale Andrej Erëmenko, con il maresciallo Kliment Vorošilov come rappresentante dello Stavka, avrebbe comandato le forze sovietiche che avrebbero attaccato da est, a partire dalla piccola testa di ponte vicino a Kerč'.

### Piani e preparativi
La 17. Armee, comandata dal generale Jaenecke, veterano della battaglia di Stalingrado, aveva cercato da tempo di rafforzare al massimo le sue difese per essere in grado di resistere all'attesa offensiva sovietica; vennero costruite con il massimo impegno posizioni fortificate, trincee, sbarramenti anticarro in previsione del possibile intervento delle forze corazzate nemiche. Nella zona dell'istmo di Perekop vennero create, su 35 chilometri di profondità, tre linee difensive, mentre nell'area del Sivaš i tedeschi prepararono altre due linee difensive rinforzate da fortini blindati e trincee di collegamento; nella penisola di Kerč' a est erano state preparate su 70 chilometri di profondità, altre quattro linee successive di difesa. I piani dell'armata prevedevano infine una linea più arretrata, la cosiddetta "posizione Gneisenau", a sbarramento delle vie di accesso a Simferopoli per dare tempo alle truppe, se avessero dotuto ripiegare, di guadagnare tempo prima di confluire a Sebastopoli, dove si prevedeva di organizzare una difesa prolungata e permettere, se necessario, una evacuazione ordinata della penisola.

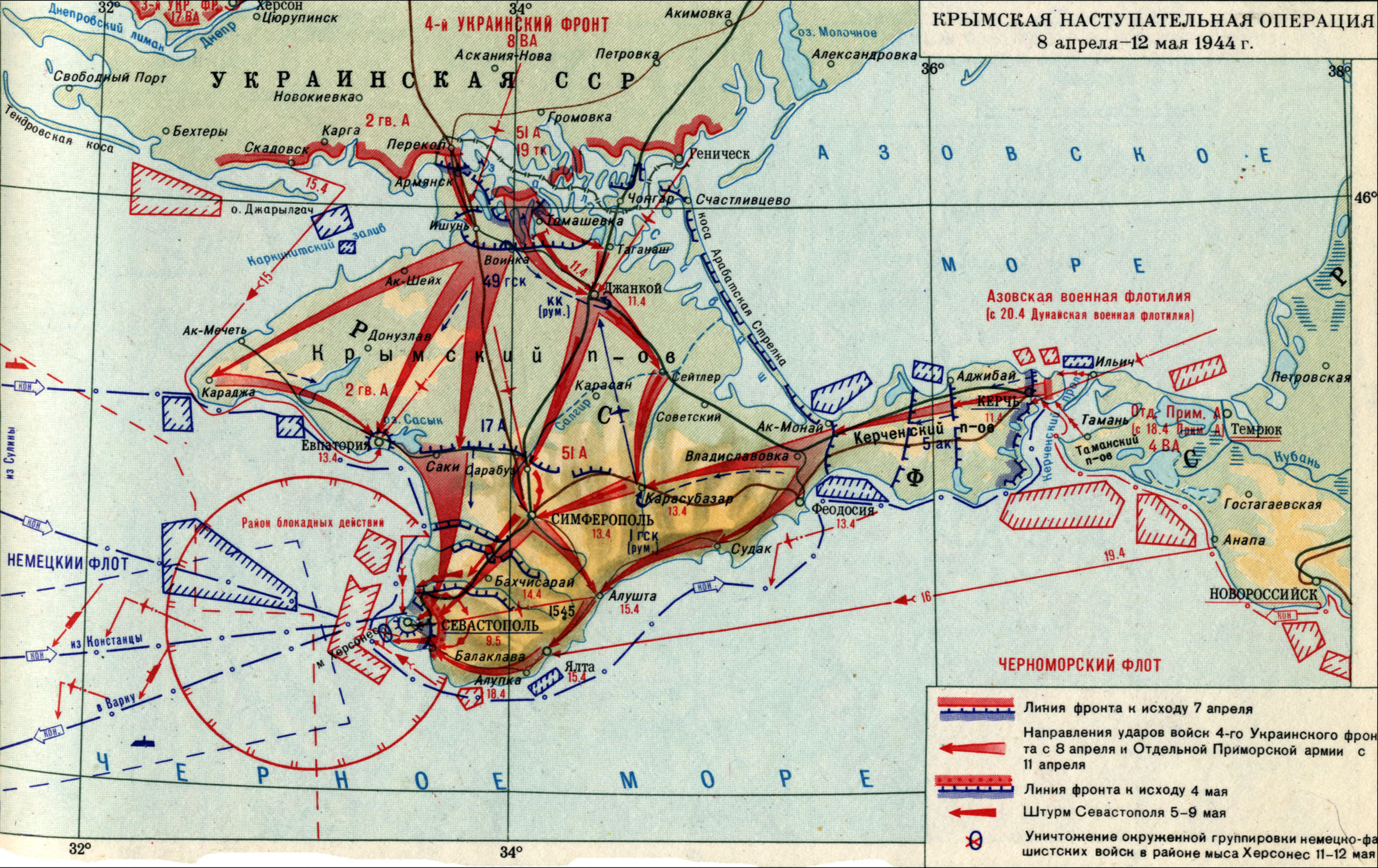
Carta delle operazioni.

Mentre gli alti comandi della 17. Armee erano sicuramente preoccupati per la situazione tattica, l'apparato della propaganda tedesca cercò di enfatizzare la solidità delle difese e la impenetrabilità del sistema fortificato, diffondendo fino a pochi giorni prima dell'inizio dell'offensiva sovietica proclami altisonanti in cui si affermava che "la Crimea è sotto chiave" e che "per i bolscevichi la strada per la Crimea è sbarrata per sempre".  Il generale Ferdinand Schörner era effettivamente ottimista: in ispezione la sera del 7 aprile 1944, la vigilia dell'attacco sovietico, comunicò all'OKH che "la difesa della Crimea era assicurata".
L'esercito tedesco-rumeno schierato in Crimea era costituito da cinque divisioni tedesche e sette divisioni rumene con circa 150 000 soldati in totale; il XLIX Corpo d'armata da montagna del generale Rudolf Konrad difendeva l'istmo di Perekop con la 50ª Divisione fanteria e la 336ª Divisione fanteria, mentre nella laguna del Sivaš si trovavano la 10ª e 19ª Divisione di fanteria rumene, la 9ª Divisione di cavalleria rumena controllava la costa del Mar Nero. La penisola di Kerč' era difesa dal V Corpo d'armata del generale Karl Allmendinger con la 73ª Divisione fanteria e la 93ª Divisione fanteria, rinforzate dalla 6ª Divisione di cavalleria rumena e dalla 3ª Divisione alpina rumena. Il generale Jaenecke disponeva della 111ª Divisione di fanteria tedesca che, trasferita da pochi mesi in Crimea, costituiva la riserva dell'armata; infine due altre divisioni rumene coprivano le regioni costiere della penisola e combattevano i numerosi gruppi di partigiani sovietici che erano sempre stati attivi sul territorio. Le riserve meccanizzate della 17. Armee erano costituite da due brigate di cannoni d'assalto, la 191ª al comando del maggiore Müller e la 279ª guidata dal capitano Hoppe, rinforzate dai cannoni contraerei pesanti della 9. Flak-Division de generale Wolfgang Pickert che, impiegati in funzione anticarro, erano schierati dietro l'istmo di Perekop. Nel complesso in Crimea i tedeschi disponevano ancora di circa 3 600 cannoni e mortai, 200 mezzi corazzati e 150 aerei del I. Fliegerkorps che potevano essere rinforzati da aerei decollati dagli aeroporti rumeni. Le divisioni tedesche erano formate da soldati esperti, in parte veterani delle campagne del Caucaso e della Crimea nel 1941-42, ma predominavano tra loro sentimenti di preoccupata attesa e il desiderio di riuscire ad abbandonare al più presto la penisola.

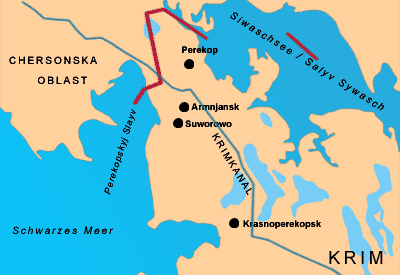
Mappa dell'istmo di Perekop; sulla destra è indicata la laguna del Sivaš.

Nell'incontro a Mosca di marzo il maresciallo Vasilevskij e i generali Tolbuchin e Biryuzov avevano dettagliatamente illustrato a Stalin i preparativi in corso e il piano di operazioni studiato per la liberazione della Crimea; l'Armata Rossa avrebbe concentrato forze imponenti per la difficile missione di superare le cinture fortificate nemiche e distruggere rapidamente l'esercito tedesco-rumeno. Il 4º Fronte ucraino del generale Tolbuchin avrebbe impegnato due armate e il 19º Corpo corazzato; supportati dalla 8ª Armata aerea del generale Kryukin; nella penisola di Kerč' avrebbe attaccato l'Armata autonoma costiera al comando del generale Andrej Erëmenko che avrebbe avuto a disposizione la 4ª Armata aerea del generale Versenin. Le forze navali della Flotta del Mar Nero e della Flottiglia del Mar d'Azov avrebbero partecipato alle operazioni In complesso sarebbero state impegnate 30 divisioni e due brigate di fucilieri con 470 000 soldati, 5982 cannoni e mortai, 772 cannoni antiaerei, 559 carri armati e semoventi, 1250 aerei; i sovietici quindi disponevano di una netta superiorità di uomini e mezzi sui tedesco-rumeni.

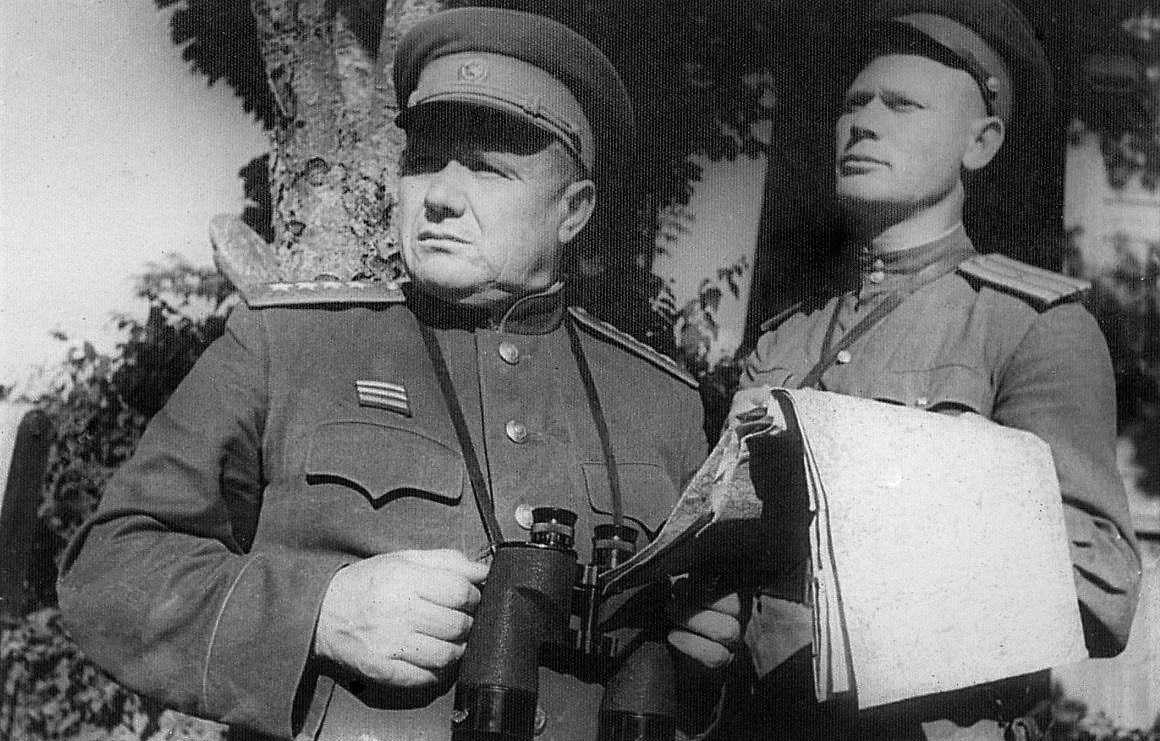
Il generale Andrej Erëmenko, comandante dell'Armata costiera autonoma che attaccò la penisola di Kerč'.

Il piano d'operazioni descritto a Stalin nella riunione di marzo prevedeva che il generale Tolbuchin attaccasse l'istmo di Perekop e la laguna di Sivas con la 2ª Armata della Guardia del generale Zacharov e la 51ª Armata del generale Kreizer; l'attacco principale sarebbe stato sferrato dal generale Kreizer nella zona del Sivaš, da dove le truppe sovietiche avrebbero aggirato l'istmo per poi avanzare direttamente su Simferopoli. Il generale Erëmenko avrebbe attaccato dalla testa di ponte nella penisola di Kerč', avrebbe liberato Kerč', e superato le cinture fortificate, compresa la linea difensiva dell'istmo di Ak-Monai (stretto di Parpač), bloccando le truppe nemiche e impedendo trasferimenti di forze verso la zona dell'istmo di Perekop; altri reparti sarebbero avanzati lungo la strada costiera meridionale. La Flotta del Mar Nero avrebbe cercato di attaccare le linee di comunicazioni nemiche, supportato le truppe lungo le coste e fatto intervenire reparti di fanteria di marina, mentre la Flottiglia del Mar d'Azov doveva aiutare l'Armata autonoma costiera e mantenere i collegamenti via mare attraverso lo stretto. I partigiani sovietici erano sempre stati molto attivi in Crimea e avrebbero avuto un ruolo importante nella battaglia, attaccando le retrovie e le linee di comunicazione nemiche, intralciando la ritirata, attaccando reparti isolati e presidi, sabotando strade e ferrovie; avrebbero anche dovuto impedire ai tedeschi di praticare la loro brutale strategia della terra bruciata.
Nel complesso i soldati sovietici erano determinati e motivati prima della battaglia per la liberazione della Crimea; gli ufficiali e la direzione politica dell'Armata Rossa cercarono di suscitare entusiasmo tra le truppe rievocando il glorioso passato militare della Crimea, e ricordando soprattutto il famoso attacco delle truppe bolsceviche del generale Michail Frunze che aveva travolto all'istmo di Perekop l'Armata bianca del "barone nero" Pëtr Vrangel' durante la Guerra civile nel 1920.

### L'offensiva dell'Armata Rossa

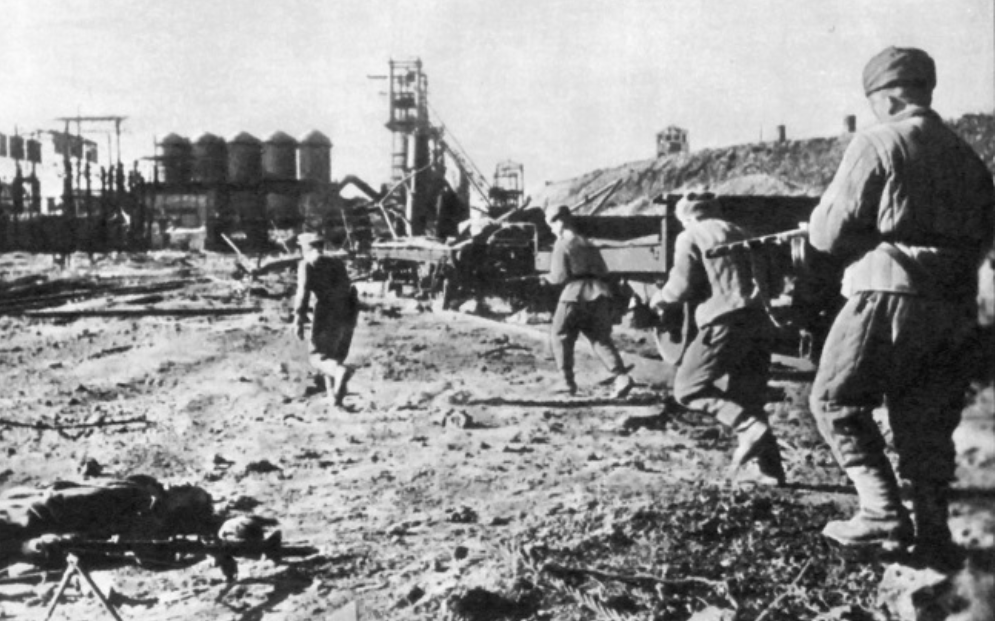
I soldati sovieticI in combattimento a Kerč'.

L'offensiva del 4° Fronte ucraino del generale Tolbuchin ebbe inizio alle ore 08.00 del mattino dell'8 aprile 1944 con un potente sbarramento di artiglieria seguito dall'attacco dei fucilieri della 2ª Armata della guardie del generale Zacharov che, coperti in parte da cortine fumogene, attaccarono nell'istmo di Perekop; i soldati sovietici della 51ª Armata del generale Kreizer attaccarono invece due ore più tardi nella laguna del Sivaš. L'attacco mise subito in difficoltà i tedesco-rumeni; la 50ª Divisione cercò di difendere il "muro dei tartari" con l'aiuto di alcuni reparti della 111ª Divisione, mentre nel Sivaš la 336ª Divisione inizialmente sembrò in grado di resistere; la 10ª Divisione rumena invece diede subito segno di cedimento di fronte alla potenza dell'attacco dei soldati sovietici che avanzarono nonostante le difficoltà del terreno paludoso. Nel corso della giornata la situazione della 50ª Divisione tedesca divenne più critica; i sovietici arrivarono a Armjansk nonostante l'accanita resistenza nemica, mentre nel Sivaš le posizioni tedesco-rumene si stavano progressivamente sgretolando. Il 9 aprile la battaglia nell'istmo di Perekop venne definitivamente vinta dai sovietici: la 51ª Armata completò l'attraversamento della laguna del Sivaš e sbucò a sud del ponte in rovina di Chongar, minacciando di attaccare alle spalle le difese tedesche sull'istmo. I rumeni erano ormai crollati, mentre anche la 50ª e la 336ª Divisione tedesche dovettero ripiegare, sotto la pressione degli attacchi, fino alla posizione arretrata di Ishun'; nei comandi tedeschi del XLIX Corpo d'armata del generale Konrad già nel secondo giorno di battaglia si prese in considerazione l'applicazione del "piano Adler" e quindi la ritirata generale verso Sebastopoli.
Il 9 aprile aveva avuto inizio anche l'attacco dell'Armata autonoma costiera del generale Erëmenko a partenza dalla sua piccola testa di ponte a Enikalsk, nella penisola di Kerč', conquistata faticosamente nell'autunno 1943; i reparti tedesco-rumeni del V Corpo d'armata del generale Allmendinger non riuscirono a resistere a lungo; c'erano già segni di nervosismo e indisciplina tra i reparti per le notizie dall'istmo di Perekop e i comandi stavano facendo i primi preparativi per la ritirata. L'attacco dell'armata costiera, sostenuto dal fuoco dell'artiglieria e dall'intervento degli aerei che ebbero effetti devastanti sulle linee tedesco-rumene, ebbe rapidamente successo: furono sfondate tre linee difensive e venne raggiunta la periferia nord-occidentale di Kerč'; alcuni reparti tedeschi furono tagliati fuori. La città di Kerč' venne attaccata il 10 aprile dai sovietici dalla via di terra e anche dalla fanteria di marina che sbarcò a Komysh-Burun e sulla costa settentrionale della penisola; nonostante l'accanita resistenza dei tedeschi e l'intervento dei loro cannoni d'assalto, i sovietici ebbero la meglio. Il Monte Mitridate, che sovrasta la città, venne assaltato e conquistato; la liberazione della città venne completata entro la notte, mentre i tedeschi battevano in ritirata verso lo stretto di Ak-Monai, dopo aver devastato tutte le strutture industriali.

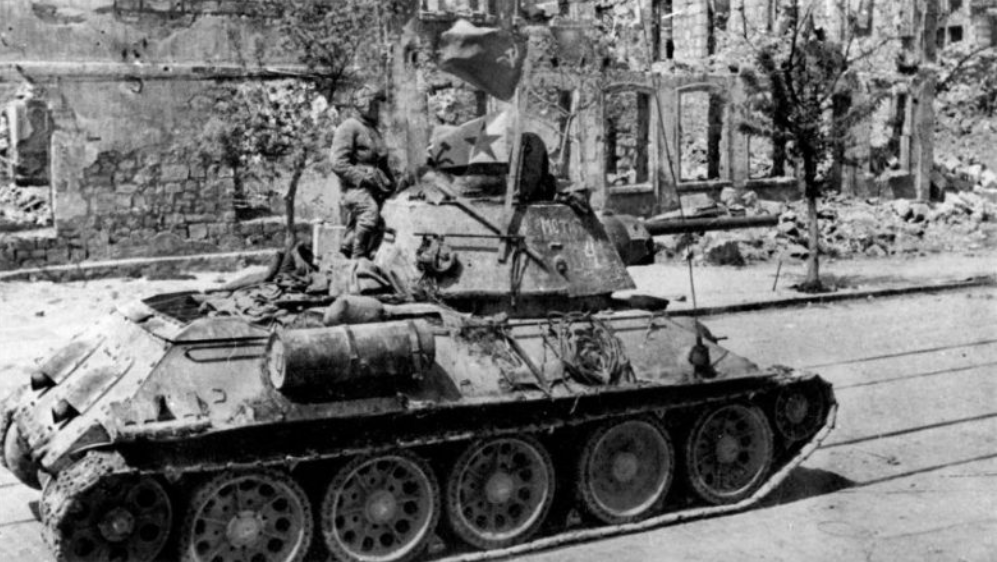
Carro armato T-34 nelle vie di Simferopoli.

Fin dal 10 aprile, il generale Jaenecke, di fronte alle notizie sempre più preoccupanti, aveva messo in esecuzione il "piano Adler" ed era iniziato il ripiegamento generale tedesco-rumena; a est, nella penisola di Kerč', la 73ª e la 98ª Divisione tedesca battevano in ritirata con la massima difficoltà, sotto la pressione ravvicinata dell'armata costiera sovietica. Le due divisioni del V Corpo d'armata, rallentate dall'azione nemica e dalla carenza di mezzi motorizzati, subirono forti perdite durante la ritirata; nonostante l'intervento dei cannoni d'assalto che cercarono di fermare i carri armati sovietici, la posizione nell'istmo di Ak-Mamai poté essere difesa solo fino alla sera del 12 aprile. I resti delle due divisioni tedesche a questo punto, essendo ormai tagliata a causa dello sfondamento dell'istmo di Perekop, la comunicazione con il XLIX Corpo d'armata, si ritirarono lungo la strada costiera da Sudak a Jalta; due gruppi da combattimento della 98ª Divisione il 13 aprile opposero forte resistenza ai passi delle montagne di Jaila per guadagnare tempo, con l'aiuto dei cacciacarri del 198º gruppo anticarro.

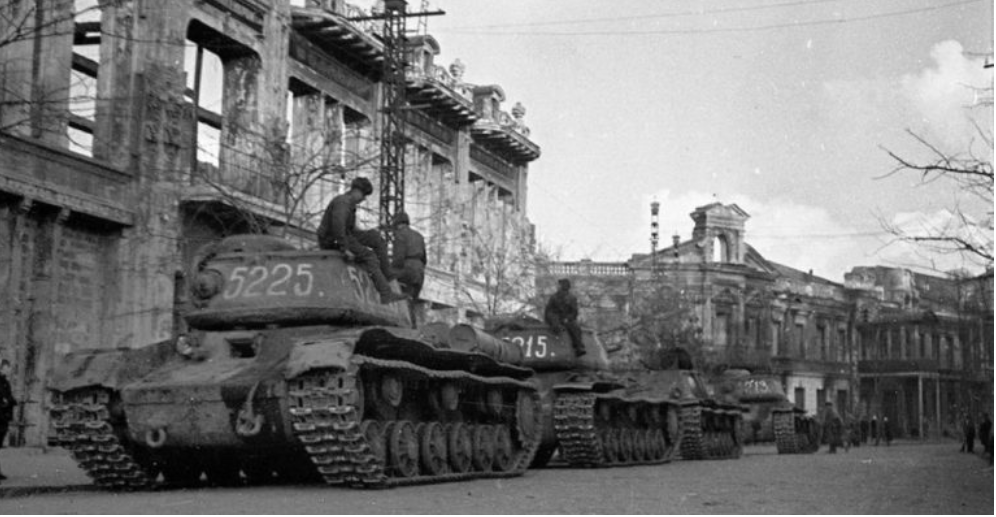
Carri pesanti sovietici a Jevpatorija.

Dall'11 aprile il generale Tolbuchin aveva superato le ultime difese del XLIX Corpo d'armata tedesco che aveva a sua volta iniziato la ritirata abbandonando anche la linea di Ishun'; la 51ª Armata avanzò a sud del Sivaš e il 19º Corpo corazzato raggiunse il nodo stradale di Džankoj. I sovietici completarono rapidamente la conquista di tutta la zona dell'istmo di Perekop e arrivarono a Tomaševka; come comunicò il generale Biryuzov, capo di stato maggiore del 4° Fronte ucraino, al maresciallo Vasilievskij il 12 aprile, i sovietici avevano ora il possesso delle "chiavi della Crimea". Effettivamente le difese tedesche stavano rapidamente crollando; il XLIX Corpo d'armata del generale Konrad poté difendere solo il 12 e il 13 aprile la "posizione Gneisenau", i fucilieri della 51ª Armata e i carri armati del 19º Corpo corazzato sovietico non diedero respiro e penetrarono lo sbarramento; molti reparti tedesco-rumeni furono sbaragliati. La tenace resistenza dei cannoni d'assalto della 191ª e della 298ª brigata, il fuoco dei cannoni antiaerei del generale Pickert e l'intervento dei cacciabombardieri del generale Deichman permise solo di trattenere temporaneamente l'avanzata del 4° Fronte ucraino. Il 13 aprile i sovietici entrarono a Simferopoli, frettolosamente evacuata dal generale Jaenecke che vi aveva il suo posto di comando, e anche a Jevpatorija. Il XLIX Corpo d'armata tedesco completò con grande difficoltà la ritirata fino alla cintura fortificata di Sebastopoli; il 14 aprile i sovietici del 4° Fronte ucraino raggiunsero e attaccarono l'ultimo sbarramento tedesco a Bachčisaraj organizzato dal colonnello Betz, comandante tedesco della fortezza con due battaglioni di fanteria, pochi cannoni d'assalto e un gruppo anticarro di cannoni contraerei del generale Pickert. Questa linea difensiva diede alcune ore di tempo ai resti del corpo d'armata del generale Konrad che il 15-16 aprile arrivarono dentro Sebastopoli dove dovettero subito organizzare la difesa della piazzaforte; fin dal 15 aprile le prime unità mobili sovietiche raggiunsero il lato nord della zona fortificata di Sebastopoli.
Il 16 aprile anche il V Corpo d'armata tedesco completò la sua drammatica ritirata lungo la costa orientale della Crimea e raggiunse l'area fortificata di Sebastopoli; il ripiegamento era stato particolarmente difficile sotto la costante pressione delle truppe sovietiche dell'Armata costiera del generale Erëmenko; il 13 aprile i tedeschi avevano evacuato Sudak, protetti da piccoli gruppi di cannoni d'assalto del 191º reparto. Per accelerare la manovra furono abbandonati molti mezzi ed equipaggiamenti, compresi numerosi cavalli; le perdite, tra le truppe tedesche e rumene, furono pesanti. Il 14 aprile i tedeschi lasciarono Alušta e il giorno dopo arrivarono a Jalta che, dopo alcune accese discussioni tra gli ufficiali in comando, fu a sua volta abbandonata senza combattere. L'ultima fase della ritirata lungo la strada costiera venne anche costantemente intralciata dagli attacchi dei gruppi partigiani sovietici che collaborarono efficacemente con le truppe dell'Armata Rossa che il 16 aprile entrarono in contatto anche con il lato est della fortezza di Sebastopoli. I partigiani sovietici colpirono gli occupanti in tutta la Crimea, attaccando presidi e basi di rifornimento, interrompendo linee ferroviarie e vie di comunicazioni, collaborando alla liberazione di alcuni centri abitati, anticipando l'arrivo dei soldati sovietici; anche dentro Sebastopoli erano attivi gruppi dell'organizzazione clandestina partigiana.

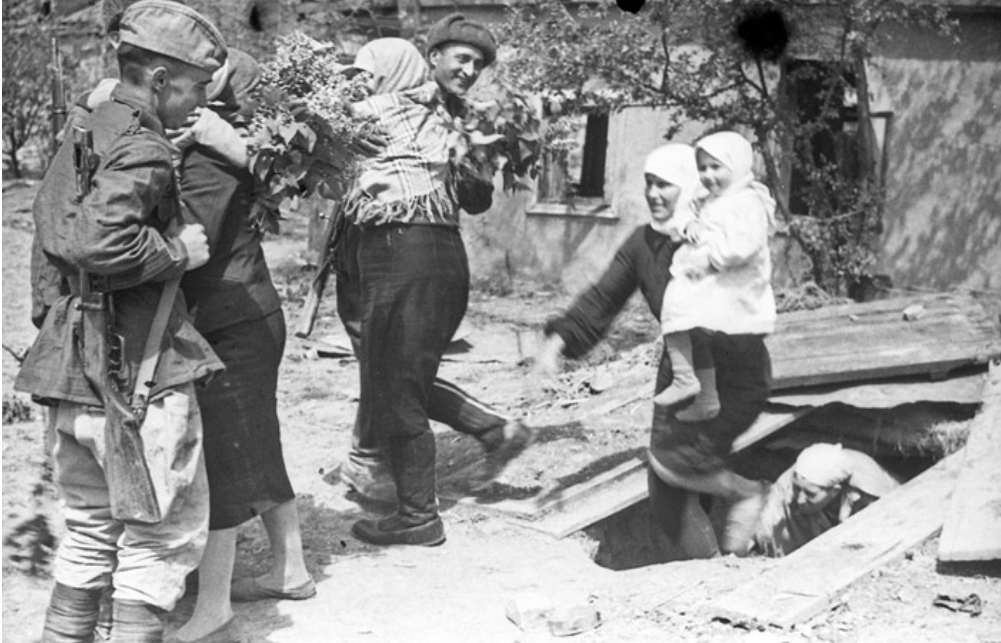
I soldati sovietici incontrano civili in Crimea.

Le truppe tedesche che rifluirono il 15-16 aprile a Sebastopoli avevano subito pesanti perdite e si trovavano in condizioni deplorevoli; ci furono fenomeni di demoralizzazione e panico tra i soldati tedeschi e rumeni; fu perso molto equipaggiamento; le perdite nella prima fase della battaglia fino al 16 aprile furono di oltre 13 000 soldati tedeschi e 17 600 soldati rumeni; nella fortezza di Sebastopoli rimasero solo 124 200 soldati della 17. Armee. I reparti tedeschi in fuga continuarono fino all'ultimo a praticare la politica della terra bruciata con vaste distruzioni, compreso il porto di Feodosia; ci furono rappresaglie contro i civili. Durante la ritirata i tedeschi furono attaccati anche dagli aerei della 8ª Armata aerea e della 4ª Armata aerea, che colpirono reparti nemici, vie di comunicazioni e basi arretrate; inoltre la Flotta del Mar Nero intensificò la sua azione contro i porti ancora occupati e contro la navigazione tedesca, cercando di intralciare la comunicazione via mare tra la Crimea e i porti della costa occidentale del Mar Nero; le forze aeree della Flotta del Mar Nero infine attaccarono i porti da dove potevano essere evacuate le truppe tedesche: l'11 aprile furono bombardate Feodosia e Jalta; mentre il 13 aprile un attacco con oltre 80 bombardieri devastò il porto di Sudak affondando numerosi navi da trasporto piene di soldati tedeschi.
Le fonti tedesche in realtà affermano che le navi e gli aerei sovietici non furono molto efficaci e ottennero solo risultati limitati; la navigazione tedesca in questa fase della battaglia non sarebbe stata realmente intralciata mentre anche nei cieli gli aerei del I. Fligerkorps della Luftwaffe continuarono a mantenere il controllo della situazione, proteggendo le prime evacuazioni via mare che cominciarono con una certa regolarità fin dal 12 aprile con la partenza dei primi reparti di retrovia, dei prigionieri, e dei non combattenti. Di fatto però i tedeschi persero l'intera penisola di Crimea in appena 6-7 giorni e le truppe sovietiche del 4° Fronte ucraino e dell'Armata costiera autonoma completarono in una settimana una brillante avanzata di 250 chilometri da Perekop a Sebastopoli e di oltre 300 chilometri da Kerč' alla grande base navale.

### Ultime decisioni

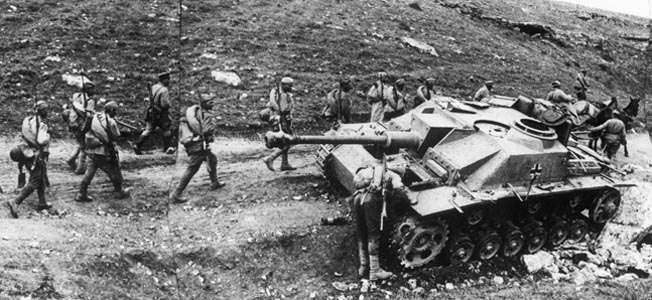
Soldati sovietici marciano accanto a un cannone d'assalto tedesco abbandonato.

Il generale Jaenecke organizzò il suo schieramento difensivo intorno a Sebastopoli, cercando di rinforzare e difendere solidamente soprattutto il lato nord dell'area fortificata; in questo modo egli intendeva tenere lontano il fuoco dell'artiglieria sovietica dai punti di approdo nella baia, da dove potevano essere condotte le evacuazioni via mare dei suoi uomini, e dagli aeroporti da dove gli aerei del generale Deichmann continuavano a contendere i cieli alle forze aeree sovietiche. Sul lato orientale dell'area fortificata, la 17. Armee schierava invece due divisioni per difendere le alture di Sapun (Sapun-Gora), una lunga cresta scoperta che domina su Sebastopoli e conduce alla famosa "valle della morte" dove durante la guerra di Crimea si era svolta la carica di Balaklava. Da queste disposizioni tattiche risultava evidente che il generale Jaenecke non aveva fiducia nella possibilità di una difesa prolungata di Sebastopoli e riteneva che l'unica possiiblità di salvezza della sua armata risiedesse nell'evacuazione via mare da condurre con ordine, salvaguardando le posizioni più importanti per proteggere le navi da trasporto; l'evacuazione sembrava procedere con successo e fino al 20 aprile oltre 60 000 soldati tedeschi e rumeni furono trasportati in salvo fino ai porti occidentali del Mar Nero.
Secondo le fonti tedesche in realtà, la mediocre solidità delle posizioni dell'area fortificata di Sebastopoli non avrebbero comunque permesso una difesa prolungata delle truppe; la guarnigione, dopo le perdite subite, era ormai esigua, le postazioni difensive di seconda e terza linea non erano preparate, i vecchi forti e i bunker della cintura sovietica non erano stati ripristinati dopo la battaglia del 1942; i lavori campali erano insufficienti e incompleti per mancanza di tempo e di materiali. Le truppe tedesche inoltre erano esauste e avevano perso molto equipaggiamento; disponevano ancora solo di 81 pezzi d'artiglieria, 36 cannoni controcarro e 9 cannoni d'assalto. Le fonti sovietiche invece descrivono un sistema difensivo tedesco molto più articolato e scaglionato in profondita: nella prima linea di difesa sulle alture erano stati preparati 106 fortini blindati e 211 casematte. Dietro questa linea, era stata preparata una seconda linea e poi una terza linea che proteggeva direttamente la città di Sebastopoli; infine a protezione del capo Chersoneso c'era una quarta linea denominata anche "linea di riserva", dove poteva essere organizzata un'ultima resistenza. La guarnigione tedesca sarebbe stata costituita ancora da 72 000 soldati, 1 500 cannoni di tutti i tipi, 5 000 mitragliatrici e 1 000 mortai; le forze aeree erano ancora attive ed efficaci.

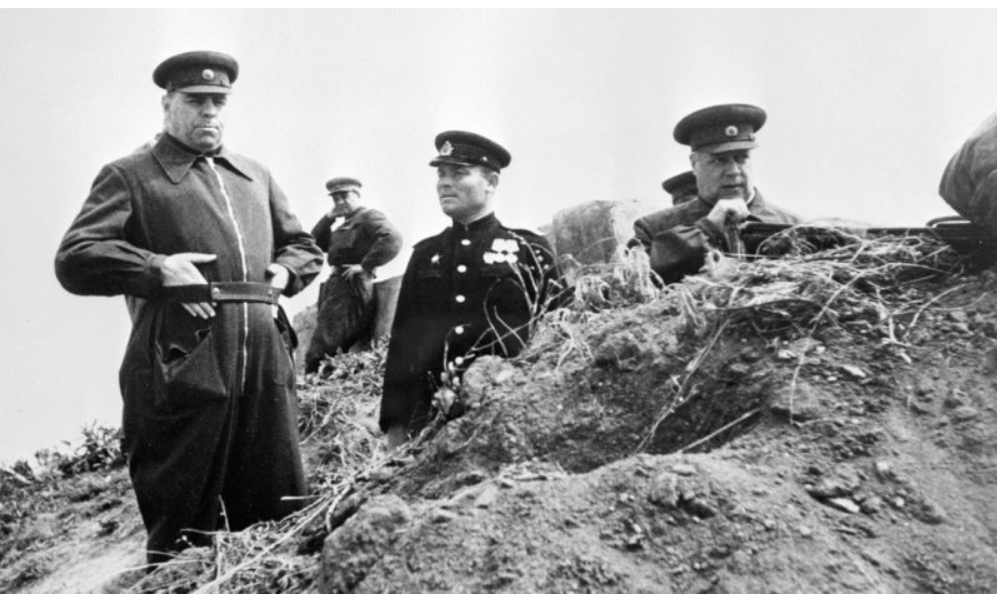
Il maresciallo Aleksandr Vasilevskij, primo da sinistra, e il generale Fëdor Tolbuchin, terzo da sinistra, nel loro posto di comando durante l'assalto a Sebastopoli.

Adolf Hitler era sempre stato assolutamente determinato a difendere la Crimea e aveva fatto riferimento ripetutamente alla cosiddetta "psicosi della Crimea" che aveva colpito secondo lui i suoi generali desiderosi fin dall'ottobre 1943 di evacuare la penisola; all'inizio di aprile, nonostante la caduta di Odessa, il Führer non aveva cambiato idea e il 12 aprile di fronte alle notizie del crollo delle difese di Perekop egli confermò che bisognava difendere Sebastopoli "finché sarà umanamente possibile" per tenere impegnate un gran numero di forze sovietiche. Hitler riteneva importante resistere a Sebastopoli anche per impedire conseguenze di politica internazionale; egli temeva infatti, in caso di sconfitta, una defezione di Bulgaria e Romania e la perdita dell'amicizia della Turchia. I ripetuti tentativi del generale Kurt Zeitzler e del generale Ferdinand Schörner di far cambiare idea ad Hitler e di ottenere l'autorizzazione all'abbandono immediato di Sebastopoli, non ottennero alcun risultato; Hitler replicò al generale Zeitzler, che affermava che si rischiavano di perdere inutilmente migliaia di soldati tedeschi, dicendo che ormai "mille in più o in meno non hanno alcuna importanza", mentre al generale Schörner prima spiegò che non poteva perdere l'alleanza della Romania e l'amicizia della Turchia, quindi promise che sarebbero stati inviati rinforzi e che comunque la resistenza avrebbe dovuto essere prolungata solo per otto o dieci settimane, fino all'atteso fallimento dello sbarco alleato in Occidente. Pochi giorni prima dell'inizio dell'assalto sovietico a Sebastopoli arrivarono effettivamente dei rinforzi per la guarnigione tedesca: due battaglioni di fanteria, quindici cannoni anticarro e quattordici mortai d'artiglieria, che tuttavia non poterono cambiare l'equilibrio delle forze in campo. Il 28 aprile, Hitler destituì bruscamente il generale Jaenecke, che aveva chiesto ancora una volta "libertà di movimento", e nominò il generale Allmendinger al comando della 17. Armee; il 3 maggio 1944 il nuovo comandante diramò un proclama ottimistico in cui esaltava l'importanza della resistenza ad oltranza di Sebastopoli, ordinava la difesa accanita di tutte le postazioni e dava assicurazioni sulla solidità delle linee.

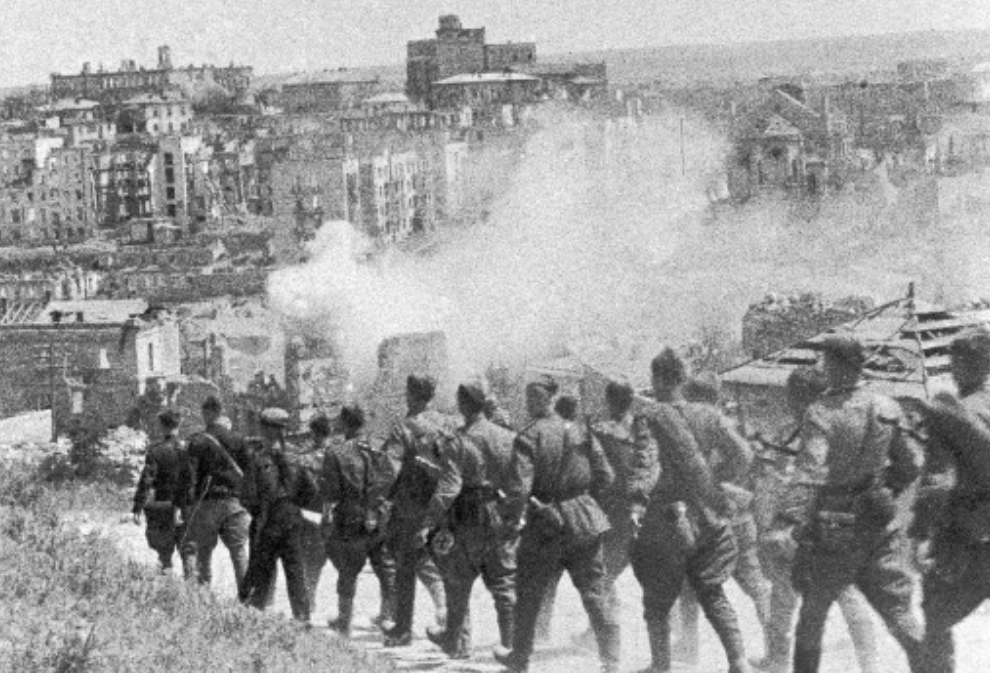
L'Armata Rossa entra a Sebastopoli.

Dopo la rapida e brillante avanzata in Crimea, i generali sovietici stavano rapidamente organizzando il loro schieramento e preparavano nuovi piani per l'assalto finale a Sebastopoli. Tutte le forze dell'Armata Rossa nella penisola furono concentrate nel 4° Fronte ucraino del generale Tolbuchin che assunse il controllo anche dell'Armata autonoma costiera di cui prese il comando il generale Melnik, mentre il generale Erëmenko il 16 aprile era stato richiamato a Mosca per assumere altri incarichi nel settore settentrionale del Fronte orientale. Il generale Tolbuchin intendeva sferrare il suo attacco principale con la 51ª Armata e l'Armata costiera lungo l'asse sud-orientale con l'obiettivo principale di conquistare le alture di Sapun; vennero concentrate grandi forze in questo settore e il 19º Corpo corazzato si preparò per una veloce avanzata a sud fino alle retrovie tedesche.
La 2ª Armata della Guardia invece avrebbe attaccato a nord contro le "alture Mackenzie", iniziando qualche giorno prima per attrarre l'attenzione delle difese tedesche prima dell'attacco principale da sud-est. La Flotta del Mar Nero, con la collaborazione delle forze aeree, avrebbe intercettato la navigazione tedesca per impedire una evacuazione della guarnigione nemica bloccata a Sebastopoli; l'8ª Armata aerea inoltre avrebbe sferrato un massiccio attacco prima dell'assalto generale sganciando oltre 2 000 tonnellate di bombe. Il maresciallo Vasilevskij, che mantenne il controllo superiore di tutte le operazioni come rappresentante sul posto dello Stavka, approvò i piani del generale Tolbuchin e i preparativi vennero portati avanti con velocità ed energia; le indicazioni provenienti dall'alto comando sovietico richiedevano infatti una vittoria rapida e definitiva.

### Assalto finale a Sebastopoli

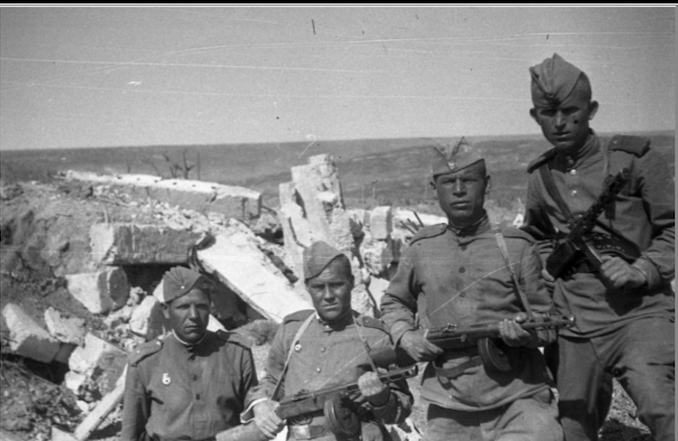
I soldati sovietici che per primi assaltarono la colline Sapun.

Preceduta dal fuoco dell'artiglieria e dai bombardamenti delle forze aeree, La 2ª Armata della Guardia diede inizio al suo attacco sul lato nord della cintura fortificata di Sebastopoli al primo mattino del 5 maggio 1944 cercando di espugnare le "alture Mackenzie", ma per due giorni dovette affrontare la tenace resistenza tedesca favorita anche da estesi campi minati e dal fuoco dei cannoni. I sovietici si aprirono faticosamente la strada nei trinceramenti ma la 336ª Divisione fanteria difese ostinatamente le sue posizioni principali fino al 7 maggio contro gli attacchi di cinque divisioni. L'attacco principale del generale Tolbuchin però ebbe inizio proprio il 7 maggio a est verso le alture di Sapun con la 51ª Armata e l'Armata costiera. Durante la notte i sovietici avevano raggiunto le posizioni di partenza: l'armata del generale Kreizer era arrivata sul margine settentrionale delle alture, mentre l'Armata costiera aveva occupato Balaklava e si trovava sul margine meridionale; il maresciallo Vasilevskij e il generale Tolbuchin si recarono subito a Balaklava dove installarono il loro posto di comando avanzato da dove poterono controllare la fase decisiva dell'attacco.

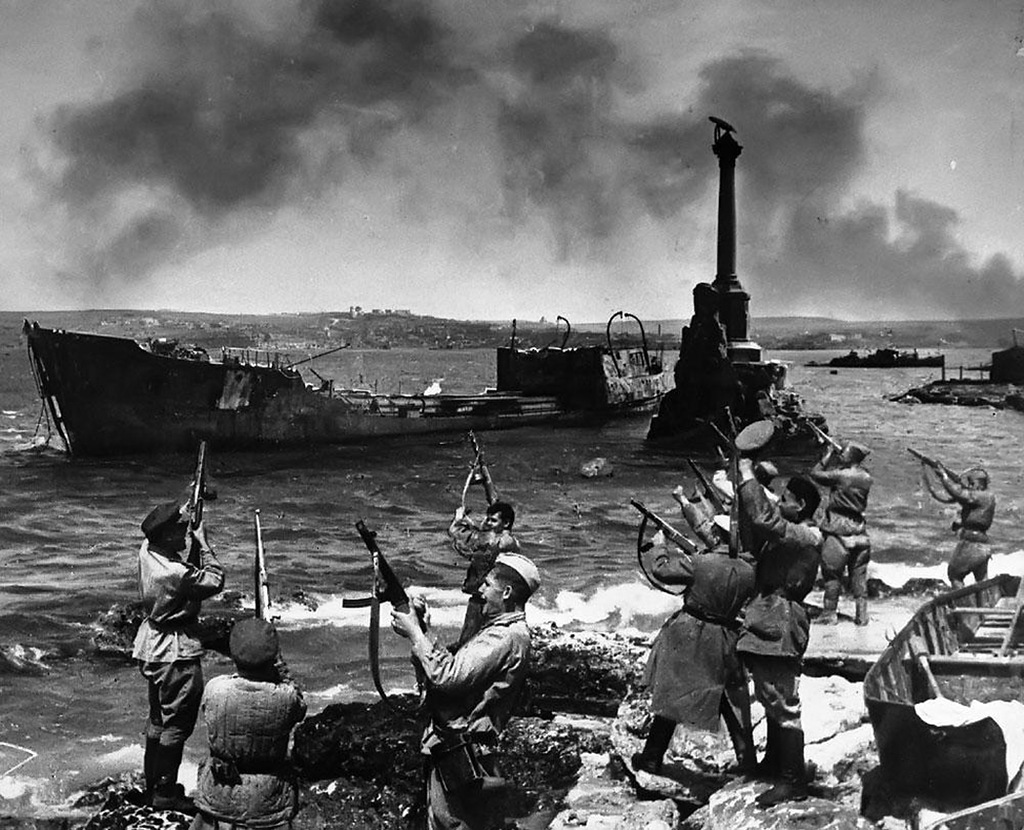
Soldati sovietici festeggiano la liberazione di Sebastopoli

L'attacco alle alture di Sapun iniziò all'alba del 7 maggio quando la 12ª brigata del genio aprì la strada all'assalto principale della 77ª Divisione fucilieri della 51ª Armata; a sud attaccò le colline l'11º Corpo di fucilieri della Guardia dell'Armata costiera. Dopo aspri combattimenti la 73ª e la 111ª Divisione tedesca iniziarono a cedere e a metà mattinata la cresta delle alture venne raggiunta dai reparti del 63º Corpo fucilieri della 51ª Armata; i soldati della 12ª brigata del genio per primi issarono le bandiere rosse sulla sommità del Sapun mentre nel pomeriggio entrambe le armate sovietiche erano arrivate al versante occidentale, dopo aver respinto i disperati contrattacchi della 98ª Divisione tedesca. Nella serata i sovietici conquistarono anche Sakharnaja Golovka e si aprirono la strada per la pianura di Inkerman, mentre a nord la 2ª Armata della Guardia finalmente avanzò verso la baia di Čërnaja.
L'8 maggio l'avanzata sovietica divenne incontrollabile; a nord la 2ª Armata della Guardia raggiunse la baia e impiegò subito imbarcazioni d'assalto per raggiungere la riva meridionale, mentre a est i sovietici discesi dalle alture di Sapun raggiunsero la periferia di Sebastopoli e attaccarono la stazione principale. Alle ore 21.00 il generale Schörner richiese al quartier generale di Hitler l'autorizzazione all'abbandono di Sebastopoli e all'evacuazione via mare dei resti della 17. Armee; dopo alcune ore Hitler diede finalmente il suo consenso e alle ore 02.00 del 9 maggio il generale Almendinger ricevette l'ordine finale di ritirata verso il capo Chersoneso per l'evacuazione via mare.

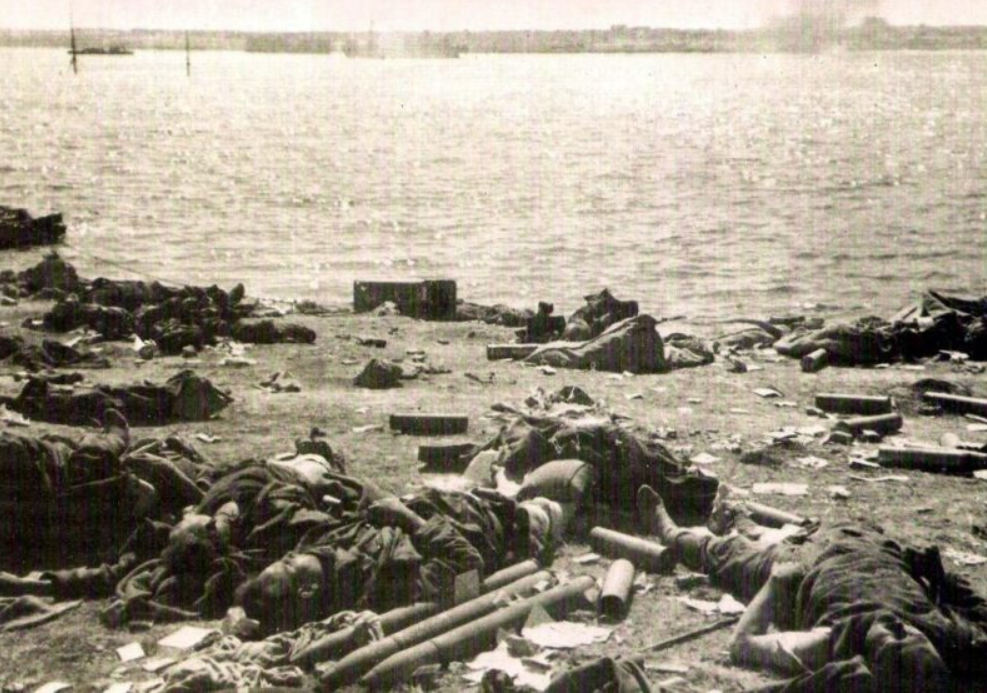
I resti delle truppe tedesche dopo la fine della battaglia in Crimea.

Il 9 maggio Sebastopoli venne completamente liberata dai soldati sovietici; il 10º Corpo di fucilieri della 51ª Armata entrò per primo e occupò l'area urbana impegnando combattimenti con le retroguardie nemiche; mentre i carri armati del 19º Corpo corazzato continuavano a sud per raggiungere al più presto il capo Chersoneso dove si attendeva l'ultima resistenza tedesca; le truppe sovietiche entrarono in città da nord, da est e da sud-est completando le operazioni la sera del 9 maggio; i resti della 50ª Divisione tedesca si ritirarono per ultimi, mentre il colonnello Betz, comandante della fortezza, rimase ucciso negli scontri. I soldati sovietici furono accolti con felicità e sollievo dalla popolazione civile superstite che aveva sofferto durante la dura occupazione tedesca; Sebastopoli era stata praticamente distrutta dall'occupante che oltre a demolire gli impianti e il porto, non aveva risparmiato gli edifici storici della città. Il 10 aprile il generale Tolbuchin riferì direttamente a Stalin le buone notizie sulla vittoria a Sebastopoli ma il dittatore sembrò soprattutto interessato al rapido completamento della battaglia e sollecitò il comandante del 4° Fronte ucraino ad annientare le ultime forze tedesche entro 24 ore.
Le forze tedesche superstiti raggiunsero la punta del Chersoneso il 10 maggio e costituirono un'ultima posizione difensiva, ma ora la situazione era divenuta drammatica; gli ultimi 13 aerei del generale Deichmann erano partiti non essendo più disponibili piste adeguate; la testa di ponte era continuamente sotto il fuoco dell'artiglieria e dei caccia bombardieri sovietici; l'evacuazione via mare, in assenza di copertura aerea, si poteva effettuare solo di notte e divenne subito estremamente pericolosa di fronte alla superiorità aeronavale acquisita ormai dai sovietici. Le navi da guerra e i battelli d'assalto sovietici pattugliavano tutte le acque e colpivano le imbarcazioni adibite per le evacuazioni. La notte del 10-11 maggio, si verificò il disastro dei due trasporti Totila e Teja che furono affondati dagli aerei sovietici con la perdita di oltre 8 000 soldati. Il contrammiraglio Schulz, responsabile delle operazioni di salvataggio via mare, non riuscì a completare le evacuazioni la notte del 11-12 maggio a causa di errori di pianificazione e della fitta nebbia. Nel frattempo gli ultimi reparti tedeschi combattenti continuarono a resistere anche l'11 maggio nella punta del Chersoneso sotto il fuoco dell'artiglieria e degli aerei sovietici; la notte dell'11-12 maggio piccoli gruppi riuscirono ancora a lasciare la Crimea su mezzi di fortuna, ma la mattina del 12 maggio le ultime divisioni rimaste, la 50ª, la 111ª e la 336ª , si arresero. Nei tre giorni finali, secondo le fonti tedesche, furono imbarcati ancora 39 000 soldati, di cui 31 700 riuscirono a salvarsi, i sovietici catturarono 25 000 prigionieri sulla punta del Chersoneso.

## Bilancio e conclusione

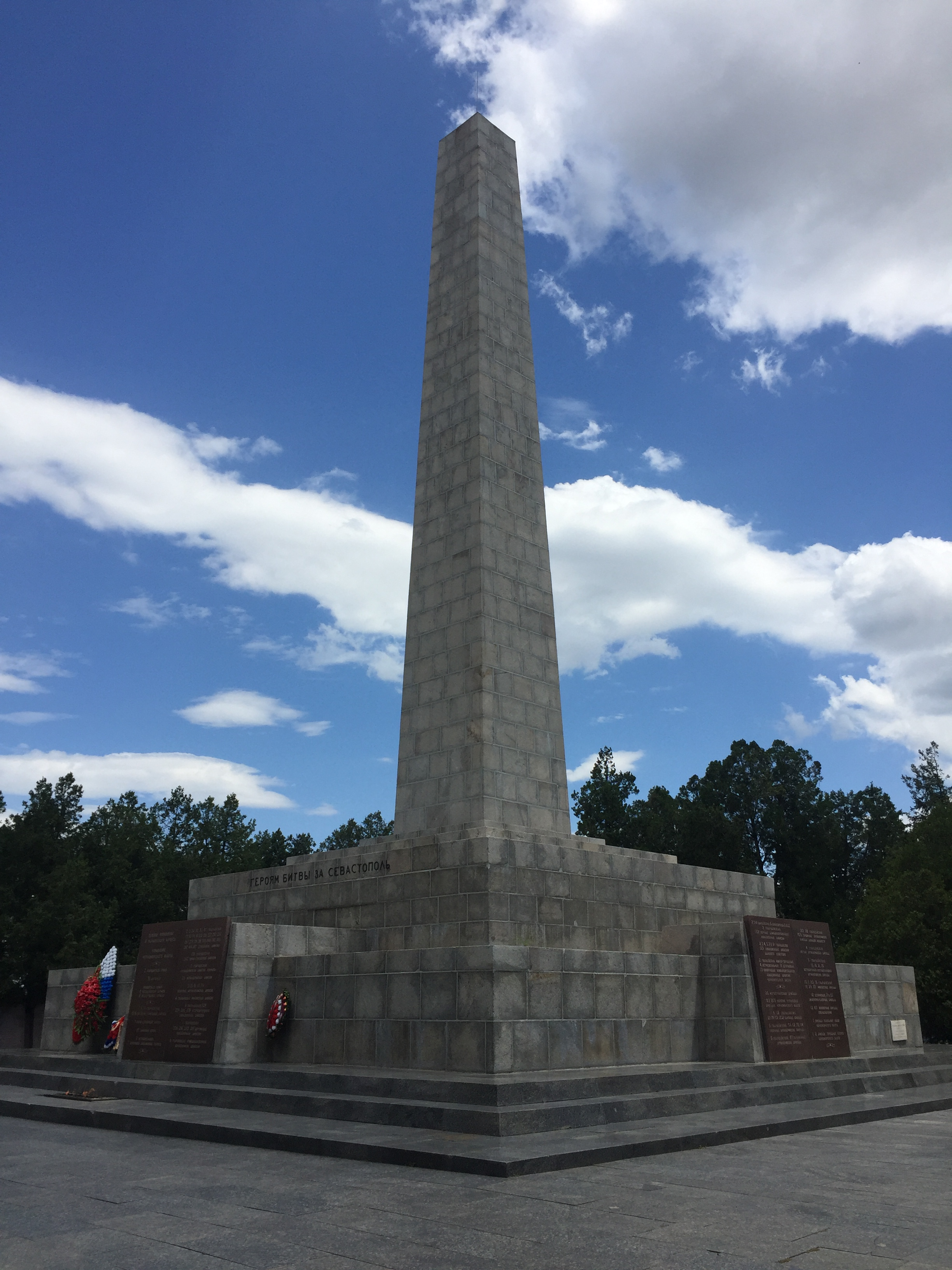
Obelisco in ricordo dei soldati sovietici che assaltarono le alture di Sapun.

La battaglia di Crimea del 1944 si concluse quindi con la completa vittoria dell'Armata Rossa che riuscì a liberare un territorio di grande importanza strategica e politica e vendicò le drammatiche sconfitte della campagna del 1941-1942 avvenuta negli stessi luoghi; la vittoria fu rapida e i tedeschi non riuscirono a ripetere la resistenza prolungata dell'Armata Rossa che era divenuta quasi leggendaria; Sebastopoli, la città eroina che aveva resistito 250 giorni all'assedio del generale von Manstein venne liberata dai sovietici in appena quattro giorni, grazie soprattutto alla superiorità di uomini e di armamenti ma anche per la crescente demoralizzazione e scoraggiamento delle truppe tedesche.
I dati precisi sulle perdite tedesche e sul numero di soldati evacuati sono controversi e mentre le fonti tedesche parlano di 137 000 soldati evacuati e di circa 60 000 perdite; altre fonti indicano in circa 100 000 le perdite tedesco-rumene; in ogni caso la 17. Armee fu distrutta in Crimea e la Germania nazista subì una nuova, pesante sconfitta sul Fronte orientale a pochi giorni dall'apertura a occidente del secondo fronte. Hitler riconobbe indirettamente la disfatta e il fallimento della Wehrmacht; estremamente irritato per la rapidità del cedimento a Sebastopoli, richiese che i superstiti, che egli considerava pessimi soldati che avevano deluso le sue aspettative, fossero riportati in Germania e inviati a lavorare nell'industria bellica; il generale Schörner invece incolpò della catastrofe il suo predecessore feldmaresciallo Ewald von Kleist che aveva permesso secondo lui che la truppa perdesse volontà combattiva con un regime di vita troppo comodo nel salubre clima della Crimea. Ci furono aspre recriminazioni anche tra esercito e marina sulle responsabilità del mancato salvataggio, mentre gli ufficiali della 17. Armee accusarono lo stato maggiore di non aver fornito in tempo utile le armi e le munizioni necessarie.
Per Stalin e l'Armata Rossa la vittoria in Crimea rappresentò la brillante conclusione della campagna dell'inverno 1943-44 che aveva portato le armate sovietiche a contatto con i deboli alleati di Hitler nei Balcani e nei Carpazi. Il successo in Crimea inoltre confermò la crescente potenza delle forze armate sovietiche; permise infine di recuperare un territorio conteso da secoli di grande importanza strategica. Il 18 aprile 1944, mentre era ancora in corso la battaglia in Crimea, Stalin aveva deciso di sospendere le grandi offensive, ma la pianificazione era subito iniziata in vista delle operazioni belliche in estate; il dittatore sovietico era deciso a sfruttare le sue nuove vittorie, liberare gli ultimi territori ancora occupati dai tedeschi e avanzare verso il cuore dell'Europa. I soldati sovietici liberavano territori completamente devastati dalla guerra e dalla brutale occupazione tedesca; durante la conferenza di Jalta del febbraio 1945 lo stesso presidente degli Stati Uniti Franklin Roosevelt rimase impressionato osservando direttamente le distruzioni della Wehrmacht in Crimea e si mostrò favorevole a una politica molto punitiva verso la Germania.